# Festucalex prolixus
 Festucalex prolixus és una espècie de peix de la família dels singnàtids i de l'ordre dels singnatiformes.

## Morfologia
- Els mascles poden assolir 3,6 cm de longitud total.[1][2]

## Reproducció
És ovovivípar i el mascle transporta els ous en una bossa ventral, la qual es troba a sota de la cua.

## Hàbitat
És un peix marí de clima tropical que viu entre 0-100 m de fondària.

## Distribució geogràfica
Es troba des dels mars de Sulu i Cèlebes fins al nord-oest d'Irian Jaya (Indonèsia).